# Departamento del Cesar (Magdalena)
Cesar fue un efímero departamento del Estado Soberano del Magdalena (Colombia). Fue creado en 1867 a partir del territorio suroriental del departamento de Padilla y disuelto el 7 de diciembre de 1868. Tuvo por cabecera a la ciudad de San Juan del Cesar.